# Archidiocèse d'Avignon
L’archidiocèse d’Avignon (en latin : Archidioecesis Avenionensis) est une église particulière de l'Église catholique en France. Son siège est situé à la cathédrale Notre-Dame des Doms d'Avignon.
Érigé dès le IVe siècle, le diocèse d'Avignon est d'abord suffragant de l'archidiocèse d'Arles. De 1309 à 1376, Avignon est la résidence des papes. En 1475, le diocèse est élevé au rang d'archidiocèse avec, pour suffragants, les trois diocèses de Carpentras, Cavaillon et Vaison. Depuis 1822, il couvre le département du Vaucluse. Depuis 2002, il est suffragant de l'archidiocèse de Marseille.

## Historique

### Avant 1475
Selon la tradition, plusieurs évangélisateurs ont œuvré à Avignon et dans sa région, avant la fondation de l’Église d’Avignon proprement dite et de l’évêché, vers le IIIe siècle.

### de 1475 à la Révolution
Par une bulle du 21 novembre 1475, le pape Sixte IV élève le diocèse Avignon au rang d'archidiocèse métropolitain avec, pour suffragants, les trois diocèses de  Cavaillon, Carpentras et Vaison.
Par un décret du 14 septembre 1791, l'Assemblée nationale constituante réunit Avignon et le Comtat Venaissin à la France.

#### Limites de l'ancien diocèse d'Avignon
Le diocèse d'Avignon comprenait 42 paroisses, dont 14 dans les États pontificaux et 28 en France (13 en Languedoc et 15 en Provence): 
- États pontificaux: 
  - Avignon (7 paroisses)
    - Paroisse Saint-Agricol
    - Paroisse Saint-Étienne
    - Paroisse Saint-Didier
    - Paroisse Saint-Geniès
    - Paroisse Saint-Pierre
    - Paroisse Saint-Symphorien
    - Paroisse Notre-Dame de la Principale

  - Comtat Venaissin (7 paroisses)
    - Bédarrides: paroisse Saint-Laurent
    - Châteauneuf-Calcenier (Châteauneuf-du-Pape): paroisse Saint-Théodoric (église Notre-Dame de l'Assomption)
    - Entraigues (sur-la-Sorgue): paroisse Saint-Pierre-ès-liens
    - Jonquerettes: paroisse Saint-André
    - Pont-de-Sorgue (Sorgues): paroisse Saint-Sixte (église de la Transfiguration)
    - Saint-Saturnin (lès-Avignon): paroisse Saint-Saturnin
- France:
  - Principauté d'Orange (1 paroisse):
    - Courthézon: paroisse Saint-Georges (église Saint-Denis)

  - Provence (18 paroisses)
    - Aureille (paroisse Notre-Dame de l'Assomption)
    - Barbentane: paroisse Notre-Dame-de-Grâces
    - Boulbon: paroisse Saint-Marcellin.
    - Cabannes: paroisse Sainte-Madeleine.
    - Châteaurenard: paroisse Saint-Denys.
    - Eygalières: paroisse Saint-Laurent.
    - Eyguières:
      - Paroisse Notre-Dame de Grâces, érigée en 1632.
      - Paroisse Saint-Sauveur (Roquemartine), depuis le XIe siècle[1].

    - Graveson
    - Lamanon: paroisse Saint-Denys.
    - Noves: paroisse Saint-Baudile.
    - Rognonas: paroisse Saint-Pierre.
    - Saint-Pierre-de-Mézoargues: paroisse Saint-Pierre.
    - Saint-Rémy: paroisse Saint-Rémy.
    - Sénas: paroisse Saint-Amand.
    - Tarascon: 
      - Paroisse Sainte-Marthe (Collégiale, au centre-ville)
      - Paroisse Saint-Jacques (au centre-ville)
      - Paroisse Saint-Thomas de Laurade (commune de Saint-Étienne-du-Grès)

  - Languedoc (13 paroisses)
    - Les Angles
    - Lirac
    - Montfaucon
    - Pujaut
    - Roquemaure (Collégiale)
      - Collégiale
      - Truel

    - Saint-Geniès-de-Comolas
    - Saint-Laurent-des-Arbres
    - Saint-Pierre-des-Termes (Aramon)
    - Sauveterre
    - Saze
    - Tavel
    - Villeneuve (Collégiale)

### De la Révolution à nos jours
À la suite du concordat de 1801, par la bulle Qui Christi Domini du 29 novembre 1801, le pape Pie VII rétrograde l'archidiocèse au rang de diocèse suffragant de l'archidiocèse d'Aix.
Par la bulle Paternae caritatis du 6 octobre 1822, Pie VII rétablit le diocèse de Nîmes pour le département du Gard et élève le diocèse d'Avignon, réduit au département de Vaucluse, au rang d'archidiocèse métropolitain avec, pour suffragants, les diocèses de Nîmes, Montpellier, Viviers et Valence.
La dénomination devient le 6 août 1877, « Avignon-Apt-Cavaillon-Carpentras-Orange-Vaison ».
Par un décret de la Congrégation pour les évêques du 8 décembre 2002, l'archidiocèse d'Avignon devient suffragant de l'archidiocèse de Marseille. L'archidiocèse d'Avignon disposait, jusqu'en 2003, de son propre séminaire.
En janvier 2009, les anciens sièges épiscopaux d'Apt, Carpentras, Cavaillon, Orange, et Vaison, situés sur le territoire diocésain, sont restaurés en tant que sièges titulaires. Le 9 février 2009, son nom change à nouveau pour redevenir « archidiocèse d'Avignon ».

## Le diocèse d'Avignon de nos jours
Archevêque d'Avignon : François Fonlupt.
Vicaire général : Charles-Bernard Savoldelli.

### Statistiques
À la fin de l'année 2006, dans l'archidiocèse, sur une population de 500 000 personnes 350 500 avaient été baptisées soit un taux de 70,1 %.
À la fin de l'année 2012, le nombre de personnes baptisées dans l'archidiocèse s'élève à 405 100 sur 554 000 habitants soit un taux de 73,1 %. Le nombre de prêtres s'élève à 186 (123 diocésains et 63 réguliers), ce qui est en augmentation par rapport aux années creuses de 2001 (162 prêtres) ou 2002 (164 prêtres), avant l'arrivée de Jean-Pierre Cattenoz. Mais il n'y a donc  qu'un prêtre pour 2 177 fidèles (un prêtre pour 1 684 fidèles en 1990).
Les diacres permanents ont été institués dans l'archidiocèse en 1980, ils sont en 2012 au nombre de 27. De plus, 97 religieux (seulement 78 en 2002) et 174 religieuses (en très nette diminution : 484 en 1970, 257 en 2002) sont au service de l'archidiocèse qui comprend 179 paroisses.

### Étendue
Les limites du diocèse d'Avignon coïncident avec celle du département du Vaucluse. Le diocèse est composé de huit doyennés et de 178 paroisses, regroupées en 48 secteurs.
| Paroisse de                                    | Saint Patron                       | église paroissiale                                                                 | Regroupement paroissial actuel                    | Doyenné          |
| ---------------------------------------------- | ---------------------------------- | ---------------------------------------------------------------------------------- | ------------------------------------------------- | ---------------- |
| Abeilles (les) (commune de Monieux)            | saint Blaise                       | église Notre-Dame de Consolation                                                   | Secteur interparoissial de Sault                  | Apt              |
| Althen-des-Paluds                              | Notre-Dame de l'Assomption         | église Notre-Dame de l'Assomption                                                  | Secteur interparoissial de Monteux-Althen         | Carpentras       |
| Ansouis                                        | saint Sébastien                    | église Saint-Martin                                                                | Secteur interparoissial de Pertuis                | Pertuis-Cadenet  |
| Apt                                            | sainte Anne                        | Cathédrale Sainte-Anne                                                             | Secteur interparoissial d'Apt                     | Apt              |
| Aubignan                                       | saint Victor                       | église Notre-Dame de l'Annonciation                                                | Secteur interparoissial Notre-Dame des Dentelles  | Carpentras       |
| Aurel                                          | saint Pierre ès Liens              | église Saint-Aurèle                                                                | Secteur interparoissial de Sault                  | Apt              |
| Auribeau                                       | saint Pierre et saint Paul         | église Saint-Pierre-et-Saint-Paul                                                  | Secteur interparoissial d'Apt                     | Apt              |
| Avignon - Saint-Agricol                        | saint Agricol                      | collégiale Saint-Agricol                                                           | Paroisse Saint-Agricol                            | Avignon ville    |
| Avignon - Saint-Didier                         | saint Agricol                      | collégiale Saint-Didier                                                            | Secteur interparoissial de Saint-Symphorien       | Avignon ville    |
| Avignon - Saint-Pierre                         | saint Agricol                      | basilique Saint-Pierre                                                             | Secteur interparoissial de Saint-Symphorien       | Avignon ville    |
| Avignon - Saint-Symphorien                     | saint Agricol                      | église Saint-Symphorien-les-Carmes                                                 | Secteur interparoissial de Saint-Symphorien       | Avignon ville    |
| Avignon - Saint-Ruf                            | saint Agricol                      | église Saint-Ruf                                                                   | Paroisse Saint-Ruf-Saint-Joseph                   | Avignon ville    |
| Barthelasse (la) (Avignon)                     | saint Agricol                      | église Saint-Joseph-de-la-Barthelasse                                              | Paroisse Saint-Agricol                            | Avignon ville    |
| Avignon - Saint-Joseph                         | saint Agricol                      | église Saint-Joseph-Travailleur (église désaffectée)                               | Paroisse Saint-Ruf-Saint-Joseph                   | Avignon ville    |
| Avignon - Sacré-Cœur                           | saint Agricol                      | église du Sacré-Cœur                                                               | Paroisse du Sacré-Cœur                            | Avignon ville    |
| Avignon - Saint-Paul                           | saint Agricol                      | église Saint-Jean XXIII                                                            | Paroisse Saint-Paul                               | Avignon ville    |
| Avignon - Notre-Dame de Lourdes                | saint Agricol                      | église Notre-Dame de Lourdes                                                       | Secteur interparoissial Saint-Jean                | Avignon ville    |
| Avignon - Notre-Dame de la Paix                | saint Agricol                      | église Notre-Dame de la Paix                                                       | Secteur interparoissial Saint-Jean                | Avignon ville    |
| Barroux (le)                                   | saint Jean-Baptiste                | église Saint-Jean-Baptiste                                                         | Secteur interparoissial Notre-Dame du Ventoux     | Carpentras       |
| Bastide-des-Jourdans (la)                      | saint Pierre ès Liens              | église Saint-Pierre-ès-Liens                                                       | Secteur interparoissial de La Tour d'Aigues       | Pertuis-Cadenet  |
| Bastidonne (la)                                | saint Julien                       | église Notre-Dame-de-l'Assomption                                                  | Secteur interparoissial de La Tour d'Aigues       | Pertuis-Cadenet  |
| Beaucet (le)                                   | saint Etienne                      | église Notre-Dame-de-l'Assomption                                                  | Secteur interparoissial de Saint-Didier           | Carpentras       |
| Beaumes-de-Venise                              | saint Nazaire                      | collégiale du Saint-Cœur-de-Marie-et-Saint-Nazaire                                 | Secteur interparoissial Notre-Dame des Dentelles  | Carpentras       |
| Beaumettes                                     | sainte Foy                         | église Notre-Dame de l'Annonciation                                                | Secteur interparoissial de Gordes                 | Apt              |
| Beaumont-de-Pertuis                            | saint Eucher                       | église Saint-Jean                                                                  | Secteur interparoissial de Pertuis                | Pertuis-Cadenet  |
| Beaumont-du-Ventoux                            | saint Roch                         | église Notre-Dame-de-Lapalud (ou des Fourches)                                     | Secteur interparoissial de Malaucène              | Vaison-Valréas   |
| Beaux (les) (Bédoin)                           | saint Antonin                      | église Saint-Denis                                                                 | Secteur interparoissial de Bédoin                 | Carpentras       |
| Bédarrides                                     | saint Laurent                      | église de l'Assomption et Saint-Étienne                                            | Paroisse de Bédarrides                            | Orange-Bollène   |
| Bédoin                                         |                                    | église Saint-Pierre                                                                | Secteur interparoissial de Bédoin                 | Carpentras       |
| Blauvac                                        | saint Sébastien                    | église Saint-Sébastien                                                             | Secteur interparoissial Notre-Dame-du-Ventoux     | Carpentras       |
| Boisset (commune de Saint-Martin-de-Castillon) | saint Martin                       | église Saint-Jean-Baptiste                                                         | Secteur interparoissial d'Apt                     | Apt              |
| Bollène                                        | saint Martin                       | collégiale Saint-Martin                                                            | Secteur interparoissial de Bollène                | Orange-Bollène   |
| Bonnieux                                       | saint Gervais et saint Protais     | église Saint-Sauveur                                                               | Secteur interparoissial de Bonnieux               | Apt              |
| Brantes                                        | saint Roch                         | église Saint-Sidoine Apollinaire                                                   | Secteur interparoissial de Sault                  | Apt              |
| Buisson                                        | saint Pierre ès Liens              | église Notre-Dame                                                                  | Secteur interparoissial de Vaison                 | Vaison-Valréas   |
| Buoux                                          | Notre-Dame de l'Assomption         | église de la Purification de la Vierge                                             | Secteur interparoissial de Bonnieux               | Apt              |
| Cabrières-d'Aigues                             | saint Laurent                      | église Saint-Laurent                                                               | Secteur interparoissial de Cadenet                | Pertuis-Cadenet  |
| Cabrières-d'Avignon                            | saint Vincent                      | église Saint-Vincent                                                               | Secteur interparoissial de Gordes                 | Apt              |
| Cadenet                                        | saint Barthélémy                   | église Saint-Étienne                                                               | Secteur interparoissial de Cadenet                | Pertuis-Cadenet  |
| Caderousse                                     | saint Martin                       | église Saint-Michel                                                                | Secteur interparoissial d'Orange                  | Orange-Bollène   |
| Cairanne                                       | saint Géniès                       | église Saint-André                                                                 | Secteur interparoissial de Sainte-Cécile          | Vaison-Valréas   |
| Camaret-sur-Aigues                             | saint Andéol                       | église Saint-Andéol                                                                | Secteur interparoissial de Camaret                | Orange-Bollène   |
| Caromb                                         | saint Maurice                      | église Saint-Maurice                                                               | Secteur interparoissial Notre-Dame-du-Ventoux     | Carpentras       |
| Carpentras - Saint-Siffrein                    | saint Siffrein                     | Cathédrale Saint-Siffrein                                                          | Paroisses de Carpentras                           | Carpentras       |
| Carpentras - Notre-Dame de l'Observance        | saint Siffrein                     | église Notre-Dame-de-l'Observance                                                  | Paroisses de Carpentras                           | Carpentras       |
| Caseneuve                                      | saint Étienne                      | église Saint-Étienne                                                               | Secteur interparoissial d'Apt                     | Apt              |
| Castellet                                      | sainte Apollonie                   | église Sainte-Croix                                                                | Secteur interparoissial d'Apt                     | Apt              |
| Caumont-sur-Durance                            | saint Symphorien                   | église Saint-Symphorien                                                            | Paroisse de Caumont                               | Grand Avignon    |
| Causans (commune de Jonquières)                | saint Martin                       | église Saint-Martin                                                                | Secteur interparoissial de Jonquières-Causans     | Orange-Bollène   |
| Cavaillon                                      | saint Véran                        | Cathédrale Notre-Dame-et-Saint-Véran                                               | Secteur interparoissial de Cavaillon              | Cavaillon-L'Isle |
| Châteauneuf-de-Gadagne                         | saint Jean-Baptiste                | église Saint-Jean-Baptiste                                                         | Secteur interparoissial de Châteauneuf-de-Gadagne | Cavaillon-L'Isle |
| Châteauneuf-du-Pape                            | saint Théodoric                    | église Notre-Dame de l'Assomption                                                  | Secteur interparoissial de Châteauneuf-du-Pape    | Orange-Bollène   |
| Cheval-Blanc                                   | saint Paul (conversion)            | église de la Conversion de saint Paul                                              | Secteur interparoissial de Cavaillon              | Cavaillon-L'Isle |
| Courthézon                                     | saint Georges                      | église Saint-Denis                                                                 | Paroisse de Courthézon                            | Orange-Bollène   |
| Crestet                                        | saint Sixte II                     | église Saint-Sauveur                                                               | Secteur interparoissial de Malaucène              | Vaison-Valréas   |
| Crillon-le-Brave                               | saint Romain                       | église Saint-Romain                                                                | Secteur interparoissial Notre-Dame-du-Ventoux     | Carpentras       |
| Croagnes (Saint-Saturnin-lès-Apt)              | Invention de saint Étienne         | église Notre-Dame-et-Sainte-Madeleine                                              | Secteur interparoissial de Saint-Saturnin-lès-Apt | Apt              |
| Croisière (la) (Bollène)                       | saint Martin                       | église Notre-Dame-et-Saint-Eugène                                                  | Secteur interparoissial de Bollène                | Orange-Bollène   |
| Cucuron                                        | sainte Tulle                       | église Notre-Dame-de-Beaulieu                                                      | Secteur interparoissial de Cadenet                | Pertuis-Cadenet  |
| Entraigues-sur-la-Sorgue                       | saint Pierre ès liens              | église Saint-Pierre-ès-Liens                                                       | Secteur interparoissial d'Entraigues              | Grand Avignon    |
| Entrechaux                                     | saint Laurent                      | église de l'Immaculée-Conception-et-Saint-Laurent                                  | Secteur interparoissial de Malaucène              | Vaison-Valréas   |
| Faucon                                         | sainte Colombe                     | église Saint-Germain                                                               | Secteur interparoissial de Vaison                 | Vaison-Valréas   |
| Flassan                                        | Notre-Dame                         | église Notre-Dame                                                                  | Secteur interparoissial de Bédoin                 | Carpentras       |
| Fontaine-de-Vaucluse                           | saint Véran                        | église Notre-Dame                                                                  | Secteur interparoissial de L'Isle                 | Cavaillon-L'Isle |
| Gargas                                         | saint Denis                        | église Saint-Pierre                                                                | Secteur interparoissial de Saint-Saturnin-lès-Apt | Apt              |
| Gignac                                         | saint Martin                       | église Notre-Dame                                                                  | Secteur interparoissial de Saint-Saturnin-lès-Apt | Apt              |
| Gigondas                                       | saints Côme et Damien              | église Saints-Côme-et-Damien                                                       | Secteur interparoissial Notre-Dame des Dentelles  | Carpentras       |
| Gordes                                         | saint Firmin                       | église Notre-Dame-de-l'Assomption                                                  | Secteur interparoissial de Gordes                 | Apt              |
| Goult                                          | saint Sébastien                    | église Saint-PIerre                                                                | Secteur interparoissial de Bonnieux               | Apt              |
| Grambois                                       | saint Pancrace                     | église Notre-Dame-et-Saint-Christophe                                              | Secteur interparoissial de La Tour d'Aigues       | Pertuis-Cadenet  |
| Grands-Cléments (les) (Villars)                | saint Jacques le Mineur            | église Saint-Clément                                                               | Secteur interparoissial de Saint-Saturnin-lès-Apt | Apt              |
| Grillon                                        | sainte Agathe                      | église Sainte-Agathe                                                               | Secteur interparoissial de l(Enclave              | Vaison-Valréas   |
| Imberts (les) (Gordes)                         | saint Firmin                       | église Saint-François                                                              | Secteur interparoissial de Gordes                 | Apt              |
| Isle-sur-la-Sorgue (l')                        | saint Laurent                      | collégiale Notre-Dame-des-Anges                                                    | Secteur interparoissial de L'Isle                 | Cavaillon-L'Isle |
| Jonquerettes                                   | saint André                        | église Saint-André                                                                 | Secteur interparoissial de Châteauneuf-de-Gadagne | Cavaillon-L'Isle |
| Jonquières                                     | saint Mappalice                    | église Saint-Mappalice                                                             | Secteur interparoissial de Jonquières-Causans     | Orange-Bollène   |
| Joucas                                         | saint Jean-Baptiste                | église Notre-Dame-de-l'Annonciation                                                | Secteur interparoissial de Gordes                 | Apt              |
| Lacoste                                        | saint Trophime                     | église Saint-Trophime                                                              | Secteur interparoissial de Bonnieux               | Apt              |
| Lafare                                         | saint Christophe                   | église Saint-Sixte                                                                 | Secteur interparoissial Notre-Dame des Dentelles  | Carpentras       |
| Lagarde-d'Apt                                  | saint Pierre et saint Paul         | église Saints-Pierre-et-Paul                                                       | Secteur interparoissial de Sault                  | Apt              |
| Lagarde-Parréol                                | saint Martin                       | église Saint-Antoine                                                               | Secteur interparoissial de Sainte-Cécile          | Vaison-Valréas   |
| Lagnes                                         | saint Véran                        | église Saint-Pierre                                                                | Secteur interparoissial de L'Isle                 | Cavaillon-L'Isle |
| Lamotte-du-Rhône                               | Notre-Dame de l'Assomption         | église Notre-Dame de l'Assomption                                                  | Secteur interparoissial de Mondragon              | Orange-Bollène   |
| Lapalud                                        | saint Pierre-ès-Liens              | église Saint-Pierre-ès-Liens                                                       | Secteur interparoissial de Mondragon              | Orange-Bollène   |
| Lauris                                         | Purification de Notre-Dame         | église Notre-Dame-de-Purification                                                  | Secteur interparoissial de Cadenet                | Pertuis-Cadenet  |
| Lioux                                          | saint Romain                       | église Saint-Romain                                                                | Secteur interparoissial de Bonnieux               | Apt              |
| Loriol-du-Comtat                               | saint Pierre-ès-Liens              | église Saint-Pierre-ès-Liens                                                       | Secteur interparoissial de Sarrians               | Carpentras       |
| Lourmarin                                      | saint André                        | église Saint-Trophime                                                              | Secteur interparoissial de Cadenet                | Pertuis-Cadenet  |
| Malaucène                                      | saint Michel                       | église Saint-MIchel                                                                | Secteur interparoissial de Malaucène              | Vaison-Valréas   |
| Malemort-du-Comtat                             | saint Félix                        | église Notre-Dame-du-Calvias-et-Saint-Jean-Baptiste                                | Secteur interparoissial Notre-Dame-du-Ventoux     | Carpentras       |
| Maubec                                         | saint Roch                         | église Saint-Pierre-et-Saint-Baudile                                               | Secteur interparoissial de Gordes                 | Apt              |
| Mazan                                          | saints Nazaire et Celse            | église Saints-Nazaire-et-Celse                                                     | Secteur interparoissial Notre-Dame-du-Ventoux     | Carpentras       |
| Ménerbes                                       | saint Luc                          | église Notre-Dame-de-l'Assomption                                                  | Secteur interparoissial de Gordes                 | Apt              |
| Mérindol                                       | sainte Anne                        | église Sainte-Anne                                                                 | Secteur interparoissial de Cadenet                | Pertuis-Cadenet  |
| Méthamis                                       | saint Denis                        | église Saints-Pierre-et-Paul                                                       | Secteur interparoissial Notre-Dame-du-Ventoux     | Carpentras       |
| Mirabeau                                       | saint Denis                        | église Saints-Pierre-et-Paul                                                       | Secteur interparoissial de Pertuis                | Pertuis-Cadenet  |
| Modène                                         | saint Geniès                       | église Saint-Pierre                                                                | Secteur interparoissial Notre-Dame-du-Ventoux     | Carpentras       |
| Mondragon                                      | saint Trophime                     | église Saint-Trophime                                                              | Secteur interparoissial de Mondragon              | Orange-Bollène   |
| Monieux                                        | saint Blaise                       | église Saint-Pierre                                                                | Secteur interparoissial de Sault                  | Apt              |
| Monteux                                        | Décollation de saint Jean-Baptiste | église Notre-Dame-de-Nazareth                                                      | Secteur interparoissial de Monteux-Althen         | Carpentras       |
| Montfavet (Avignon)                            | saint Agricol                      | église Notre-Dame-de-Bon-Repos                                                     | Paroisse de Montfavet                             | Grand-Avignon    |
| Morières-lès-Avignon                           | saint Agricol                      | église Saint-André                                                                 | Secteur interparoissial de Morières-Vedène        | Grand-Avignon    |
| Mormoiron                                      | saint Laurent                      | église Notre-Dame-de-l'Annonciation                                                | Secteur interparoissial de Bédoin                 | Carpentras       |
| Mornas                                         | saint Georges                      | église Notre-Dame-de-Valromigier                                                   | Secteur interparoissial de Piolenc                | Orange-Bollène   |
| Motte-d'Aigues (la)                            | saint Florent                      | église Saint-Jean                                                                  | Secteur interparoissial de La Tour d'Aigues       | Pertuis-Cadenet  |
| Murs                                           | saint Loup                         | église Saint-Loup                                                                  | Secteur interparoissial de Gordes                 | Apt              |
| Oppède                                         | saint Laurent                      | vieux village: Collégiale Notre-Dame-Dalidon nouveau village: église du Sacré-Cœur | Secteur interparoissial de Gordes                 | Apt              |
| Orange - Notre-Dame                            | saint Eutrope                      | Cathédrale Notre-Dame-de-Nazareth                                                  | Secteur interparoissial d'Orange                  | Orange-Bollène   |
| Orange - Saint-Florent                         | saint Eutrope                      | église Saint-Florent                                                               | Secteur interparoissial d'Orange                  | Orange-Bollène   |
| Pernes-les-Fontaines                           | Notre-Dame de Nazareth             | église Notre-Dame-de-Nazareth                                                      | Secteur interparoissial de Pernes-Les Valayans    | Carpentras       |
| Pertuis                                        | saint Nicolas                      | église Saint-Nicolas                                                               | Secteur interparoissial de Pertuis                | Pertuis-Cadenet  |
| Peypin-d'Aigues                                | saint Jérôme                       | église Saint-Jérôme                                                                | Secteur interparoissial de La tour d'Aigues       | Pertuis-Cadenet  |
| Piolenc                                        | saint Pierre                       | église Saint-Pierre                                                                | Secteur interparoissial de Piolenc                | Orange-Vaison    |
| Pontet (le)                                    | saint Agricol                      | église Notre-Dame-de-Bon-Secours                                                   | Paroisse du Pontet                                | Grand Avignon    |
| Puget-sur-Durance                              | Immaculée Conception               | église de l'Immaculée-Conception                                                   | Secteur interparoissial de Cadenet                | Pertuis-Cadenet  |
| Puyméras                                       | saint Barthélémy                   | église Saint-Michel                                                                | Secteur interparoissial de Vaison                 | Vaison-Valréas   |
| Rasteau                                        | saint Didier                       | église Saint-Didier                                                                | Secteur interparoissial de Vaison                 | Vaison-Valréas   |
| Richerenches                                   | Nativité de la Vierge              | église de la Nativité de la Vierge                                                 | Secteur interparoissial de l'Enclave              | Vaison-Valréas   |
| Roaix                                          | saint Roch                         | église Notre-Dame-de-l'Assomption                                                  | Secteur interparoissial de Vaison                 | Vaison-Valréas   |
| Robion                                         | Notre-Dame                         | église Notre-Dame                                                                  | Secteur interparoissial de Robion-Les Taillades   | Cavaillon-L'Isle |
| Roque-Alric (la)                               | saint Jacques                      | église Saint-Michel                                                                | Secteur interparoissial Notre-Dame des Dentelles  | Carpentras       |
| Roque-sur-Pernes (la)                          | saint Antoine                      | église des Saints-Pierre-et-Paul                                                   | Secteur interparoissial de Saint-Didier           | Carpentras       |
| Roussillon                                     | saint Michel                       | église Saint-Michel                                                                | Secteur interparoissial de Bonnieux               | Apt              |
| Rustrel                                        | saint Romain                       | église de la Nativité de la Vierge                                                 | Secteur interparoissial de Saint-Saturnin-lès-Apt | Apt              |
| Sablet                                         | saint Roch                         | saint Nazaire                                                                      | Secteur interparoissial de Vaison                 | Vaison-Valréas   |
| Saignon                                        | saint Martian                      | église Notre-Dame-de-Pitié                                                         | Secteur interparoissial d'Apt                     | Apt              |
| Saint-Blaise (Bollène)                         | saint Martin                       | église Saint-Blaise                                                                | Secteur interparoissial de Bollène                | Orange-Bollène   |
| Sainte-Cécile-les-Vignes                       | sainte Cécile                      | église Sainte-Cécile                                                               | Secteur interparoissial de Sainte-Cécile          | Vaison-Valréas   |
| Saint-Christol                                 | saint Christophe                   | église Notre-Dame-et-Saint-Pierre                                                  | Secteur interparoissial de Sault                  | Apt              |
| Sainte-Colombe (Bédoin)                        | saint Antonin                      | église Sainte-Colombe                                                              | Secteur interparoissial de Bédoin                 | Carpentras       |
| Saint-Didier                                   | saint Didier                       | église Saint-Didier                                                                | Secteur interparoissial de Saint-Didier           | Carpentras       |
| Saint-Hippolyte-le-Graveyron                   | saint Hippolyte                    | église Saint-Hippolyte                                                             | Secteur interparoissial Notre-Dame-du-Ventoux     | Carpentras       |
| Saint-Jean-de-Durfort (Sault)                  | Notre-Dame de la Tour              | église Saint-Jean-Baptiste                                                         | Secteur interparoissial de Sault                  | Apt              |
| Saint-Léger-du-Ventoux                         | saint Basile                       | église Saint-Léger                                                                 | Secteur interparoissial de Malaucène              | Apt              |
| Saint-Martin-de-Castillon                      | saint Martin                       | église Notre-Dame-de-l'Assomption                                                  | Secteur interparoissial d'Apt                     | Apt              |
| Saint-Martin-de-la-Brasque                     | saint Blaise                       | église Saint-Martin                                                                | Secteur interparoissial de La Tour d'Aigues       | Pertuis-Cadenet  |
| Saint-Michel d'Uchaux                          | saint Michel                       | église Saint-Michel                                                                | Secteur interparoissial de Piolenc                | Orange-Vaison    |
| Saint-Pantaléon                                | saint Pantaléon                    | église Saint-Pantaléon                                                             | Secteur interparoissial de Bonnieux               | Apt              |
| Saint-Pierre-de-Sénos (Bollène)                | saint Martin                       | église Saint-PIerre-ès-Liens                                                       | Secteur interparoissial de Bollène                | Orange-Bollène   |
| Saint-Roch d'Uchaux                            | saint Michel                       | église Saint-Roch                                                                  | Secteur interparoissial de Piolenc                | Orange-Bollène   |
| Saint-Romain-en-Viennois                       | sainte Anne                        | église Saint-Romain                                                                | Secteur interparoissial de Vaison                 | Vaison-Valréas   |
| Saint-Roman-de-Mallegarde                      | saint Nazaire                      | église Saint-Roman                                                                 | Secteur interparoissial de Vaison                 | Vaison-Valréas   |
| Saint-Saturnin-lès-Apt                         | Invention de saint Étienne         | église de l'Immaculée-Conception                                                   | Secteur interparoissial de Saint-Saturnin-lès-Apt | Apt              |
| Saint-Saturnin-lès-Avignon                     | saint Saturnin                     | église Notre-Dame-de-l'Assomption                                                  | Paroisse de Saint-Saturnin-lès-Avignon            | Grand Avignon    |
| Saint-Trinit                                   | saints Pierre et Paul              | église de la Sainte-Trinité                                                        | Secteur interparoissial de Sault                  | Apt              |
| Sarrians                                       | saints Pierre et Paul              | église Saint-Pierre-et-Saint-Paul                                                  | Secteur interparoissial de Sarrians               | Carpentras       |
| Sault                                          | Notre-Dame de la Tour              | église Saint-Sauveur                                                               | Secteur interparoissial de Sault                  | Apt              |
| Saumane-de-Vaucluse                            | saint Trophime                     | église Saint-Trophime                                                              | Secteur interparoissial de L'Isle                 | Cavaillon-L'Isle |
| Savoillan                                      | saint Agricol                      | église Saint-Agricol                                                               | Secteur interparoissial de Sault                  | Apt              |
| Séguret                                        | saint Denis                        | église Notre-Dame-et-Saint-Just                                                    | Secteur interparoissial de Vaison                 | Vaison-Valréas   |
| Sérignan-du-Comtat                             | Invention de saint Étienne         | église Saint-Étienne                                                               | Secteur interparoissial de Camaret                | Orange-Vaison    |
| Sivergues                                      | saint Trophime                     | église du Saint-Esprit                                                             | Secteur interparoissial de Bonnieux               | Apt              |
| Sorgues                                        | saint Sixte II                     | église de la Transfiguration                                                       | Paroisse de Sorgues                               | Grand Avignon    |
| Suzette                                        | saints Philippe et Jacques         | église Saint-Jacques-et-Saint-Philippe                                             | Secteur interparoissial Notre-Dame des Dentelles  | Carpentras       |
| Taillades                                      | sainte Luce                        | église Saint-Trophime                                                              | Secteur interparoissial de Robion-Les Taillades   | Cavaillon-L'Isle |
| Thor (le)                                      | Notre-Dame du Lac                  | église Notre-Dame-du-Lac                                                           | Paroisse du Thor                                  | Cavaillon-L'Isle |
| Tour-d'Aigues (la)                             | saint Christophe                   | église Notre-Dame-du-Romégas                                                       | Secteur interparoissial de La Tour-d'Aigues       | Pertuis-Cadenet  |
| Travaillan                                     | saint Pons                         | église de l'Immaculée-Conception                                                   | Secteur interparoissial de Camaret-sur-Aigues     | Orange-Bollène   |
| Vacqueyras                                     | saint Placide                      | église Saint-Barthélémy                                                            | Secteur interparoissial Notre-Dame des Dentelles  | Carpentras       |
| Vaison-la-Romaine                              | saint Quenin                       | cathédrale Notre-Dame-de-Nazareth                                                  | Secteur interparoissial de Vaison                 | Vaison-Valréas   |
| Valayans (les) (Pernes)                        | Notre-Dame de Nazareth             | église de l'Immaculée-Conception                                                   | Secteur interparoissial de Pernes-Les Valayans    | Carpentras       |
| Valréas                                        | saint Vincent                      | église Notre-Dame-de-Nazareth                                                      | Secteur interparoissial de l'Enclave              | Vaison-Valréas   |
| Vaugines                                       | saint Barthélémy                   | église Notre-Dame                                                                  | Secteur interparoissial de Cadenet                | Pertuis-Cadenet  |
| Veaux (Malaucène)                              | saint Michel                       | église Notre-Dame                                                                  | Secteur interparoissial de Malaucène              | Vaison-Valréas   |
| Vedène                                         | sainte Anne                        | église Saint-Thomas                                                                | Secteur interparoissial de Morières-Vedène        | Grand-Avignon    |
| Velleron                                       | saint Michel                       | église Saint-Michel                                                                | Secteur interparoissial de L'Isle                 | Cavaillon-L'Isle |
| Venasque                                       | saint Siffrein                     | église Notre-Dame                                                                  | Secteur interparoissial de Saint-Didier           | Carpentras       |
| Verdolier (Sault)                              | Notre-Dame de la Tour              | église Sainte-Rose                                                                 | Secteur interparoissial de Sault                  | Apt              |
| Viens                                          | saint Ferréol                      | église Saint-Hilaire                                                               | Secteur interparoissial de Saint-Saturnin-lès-Apt | Apt              |
| Vignères (les) (Cavaillon)                     | saint Véran                        | église Notre-Dame-des-Vignères                                                     | Secteur interparoissial de Cavaillon              | Cavaillon-L'Isle |
| Villars                                        | saint Jacques le Mineur            | église Saint-Jacques-le-Mineur                                                     | Secteur interparoissial de Saint-Saturnin-lès-Apt | Apt              |
| Villedieu                                      | saint Laurent                      | église Saint-MIchel                                                                | Secteur interparoissial de Vaison                 | Vaison-Valréas   |
| Villelaure                                     | saint Marc                         | église Saint-Marc                                                                  | Secteur interparoissial de Pertuis                | Pertuis-Cadenet  |
| Villes-sur-Auzon                               | saint André                        | église Saint-André                                                                 | Secteur interparoissial de Bédoin                 | Carpentras       |
| Violès                                         | saint Pierre ès Liens              | église Saint-Pierre-ès-Liens                                                       | Secteur interparoissial de Camaret                | Orange-Bollène   |
| Visan                                          | saint Martin                       | église Saint-Pierre                                                                | Secteur interparoissial de l'Enclave              | Vaison-Valréas   |
| Vitrolles-en-Luberon                           | saint Étienne                      | église Saint-Étienne                                                               | Secteur interparoissial de La Tour d'Aigues       | Pertuis-Cadenet  |

### Congrégations et communautés présentes dans le diocèse

#### Abbayes et communautés d'hommes
- L'abbaye Sainte-Madeleine du Barroux (Bénédictins)
- L'abbaye Notre-Dame de Sénanque (Cisterciens) à Gordes
- Les Franciscains d'Avignon
- Les Frères Mineurs Capucins
- Les Carmes Messagers de l’Esprit Saint à Monteux
- Les missionnaires Oblats de Marie-Immaculée (O.M.I.) à Lumières.
- Les Pères de la Doctrine Chrétienne de César de Bus à Cavaillon.

#### Abbaye et communautés de femmes
- L'abbaye du Barroux (Bénédictines)
- L'abbaye Notre-Dame de Blauvac (Cisterciennes)
- Le monastère Sainte-Claire de Montfavet (Clarisses)
- Les Franciscaines d'Avignon
- Les Augustines de Maux à Carpentras
- Les Carmélites Messagères de l’Esprit-Saint à Orange.
- La Communauté des Sœurs Amantes de la Croix de Cai Mon
- Les Dominicaines de Sainte Catherine de Sienne
- Les Filles de la Charité
- Les Filles de Notre-Dame des Douleurs
- Les Petites Servantes de la Bienheureuse Vierge Marie Immaculée
- Les Sœurs de l’Immaculée Conception
- Les Sœurs de Nazareth
- Les Sœurs de Saint François de Lons-le-Saunier
- Les Sœurs de Saint François d’Assise
- Les Sœurs de Saint-Paul de Chartres
- Les Sœurs franciscaines de la Présentation de Marie de Coïmbatore
- Les Trinitaires de Valence, à l'école Champfleury d'Avignon.
- Les Xavières

#### Les instituts séculiers et les communautés nouvelles
- L'Institut Notre-Dame de l’Offrande
- L'Institut Notre-Dame de Vie (spiritualité du Carmel)
- La Communauté Catholique Shalom
- La Famille Missionnaire Dialogue de Dieu (FMDD)
- La Communauté Catholique Pantokrator
- La Fraternité de la Parole
- Le Chemin néocatéchuménal

### Enseignement catholique
- Apt
  - École du Sacré-Cœur
  - Collège Jeanne-d'Arc
- Avignon
  - École et collège Champfleury, sous tutelle des religieuses trinitaires
  - Ensemble scolaire saint Jean-Paul II (école Saint-Charles, collège Saint-Michel, lycée Pasteur)
  - Ensemble scolaire (école, collège et lycée) Saint-Jean-Baptiste-de-la-Salle, sous tutelle Lasallienne
  - École Saint-Joseph (à Montfavet)
  - Lycée Saint-Joseph sous tutelle jésuite
  - Lycée Vincent-de-Paul, sous tutelle des Filles de la Charité
- Barroux (le)
  - école Sainte-Anne, sous tutelle de l'Abbaye Sainte-Madeleine du Barroux
- Beaumes-de-Venise
  - École Saint-Sébastien
- Bédarrides
  - École Notre-Dame-du-Sourire
- Bollène
  - École Sainte-Marie
- Camaret-sur-Aygues
  - École Saint-Andéol
- Carpentras
  - Ensemble scolaire (école, collège et lycée) Marie-Pila, sous tutelle de l'Institut Notre-Dame de Vie
  - Lycée les Chênes, sous tutelle de l'Institut Notre-Dame de Vie
- Cavaillon
  - École et collège Saint-Charles, sous tutelle Lasallienne
- Châteauneuf-de-Gadagne
  - École Saint-Charles
- Courthézon
  - École Notre-Dame-du-Sacré-Cœur
- L'Isle-sur-la-Sorgue
  - École Saint-Laurent
- Jonquières
  - École Notre-Dame
  - École de Causans (Hameau de Causans)
- Mazan
  - École Saint-Dominique
- Monteux
  - École et collège Notre-Dame-du-Bon-Accueil
- Orange
  - École Notre-Dame, sous tutelle de la Présentation de Marie
  - École de la Nativité
  - Collège et lycée Saint-Louis, sous tutelle de la Présentation de Marie
- Pernes-les-Fontaines
  - École Saint-Joseph
- Piolenc
  - École des Jardins de Notre-Dame
- Le Pontet
  - École bienheureux Charles-de-Foucauld
- Saint-Saturnin-lès-Avignon
  - École Saint-Joseph
- Sorgues
  - École et collège Marie-Rivier, sous tutelle de la Présentation de Marie
- La Tour-d'Aigues
  - École et collège Notre-Dame
- Valréas
  - Ensemble scolaire (école, collège et lycée) Saint-Gabriel
  - Lycée Saint-Dominique

## Saints du diocèse d'Avignon
Le diocèse d'Avignon compte beaucoup de saints, du fait notamment de la présence de la cour pontificale en Avignon au XIVe siècle, ainsi qu'au fait que l'actuel diocèse en contient 5 anciens (Apt, Carpentras, Cavaillon, Orange et Vaison), chacun avec leurs propres saints.

### Saints fêtés liturgiquement dans le diocèse d'Avignon
- Notre-Dame de l'Assomption, patronne principale du diocèse, fêtée le 15 août[4].
- La dédicace de la Cathédrale, en 1111, est fêtée le 8 octobre[4].
- Les bienheureuses martyres d'Orange, 32 religieuses martyrisées en juillet 1794, pendant la Révolution; fêtées le 9 juillet[4].
- Saint Agricol, évêque d'Avignon de 660 à 700, fêté le 1er septembre[4].
- Sainte Anne, mère de la Vierge Marie, dont les reliques se trouvent à Apt depuis le XIIe siècle, fêtée le 26 juillet à Apt[4].
- Saint Antonin (Ve siècle), évêque de Carpentras. Il peut être fêté le 13 septembre.
- Saint Auspice, premier évêque d'Apt de 96 à 102 (?) et martyr. Il peut être fêté le 1er août[4].
- Saint Bénezet, constructeur du Pont d'Avignon, fêté le 18 avril[4].
- Bienheureux Bertrand de Garrigues, prêtre dominicain et fondateur du couvent d'Avignon. Il peut être fêté le 6 septembre
- Saint Castor (Ve siècle), évêque d'Apt, correspondant de saint Jean Cassien, fêté le 25 septembre[4].
- Saint Césaire (VIe siècle), archevêque d'Arles, qui présida des conciles locaux en 529 à Vaison puis à Orange ; fêté le 26 août[4].
- Saint César de Bus, prêtre cavaillonnais, fondateur des Pères de la Doctrine Chrétienne, fêté le 15 avril[4].
- Saint Elzéar de Sabran, et sa femme la bienheureuse Delphine, qui vécurent virginalement leur mariage; fêtés le 26 septembre[4].
- Saint Étienne, évêque d'Apt de 1010 à 1046, fêté le 7 novembre[4].
- Saint Eutrope II, évêque d'Orange de 464 à 475, fêté le 27 mai[4].
- Saint Florent, évêque d'Orange de 517 à 524, fêté le 16 octobre[4].
- Saint Gens, ermite près du Beaucet, originaire de Monteux, fêté le 16 mai[4].
- Les bienheureux Jean Capeau, prêtre, et ses compagnons, martyrisés à la prison des Carmes à Paris en septembre 1792, fêtés le 2 septembre[4].
- Saint Magne, évêque d'Avignon de 646 à 660, père de saint Agricol. Il peut être fêté le 19 août[4].
- Bienheureux Marie-Eugène de l'Enfant-Jésus (Henri Grialou), carme, fondateur de l'Institut Notre-Dame de Vie à Venasque, béatifié en 2016.
- Saint Martian, abbé de Saint-Eusèbe de Saignon. Il peut être fêté le 23 août[4].
- Bienheureux Pierre de Luxembourg, cardinal et évêque de Metz durant le Grand Schisme d'Occident, fêté le 2 juillet[4].
- Saint Quenin, évêque de Vaison, patron de ce diocèse, fêté le 15 février[4].
- Saint Roch, pèlerin, fêté le 16 août[4].
- Saint Ruf, évangélisateur et peut-être premier évêque d'Avignon, fêté le 14 novembre[4].
- Sainte Rusticule, abbesse, fêtée le 12 août[4].
- Saint Siffrein, évêque de Carpentras, patron de ce diocèse, fêté le 27 novembre[4].
- Sainte Tulle, vierge, fille de saint Eucher de Lyon, avec sa sœur sainte Consorce et son neveu saint Cyr, vénérées dans le sud Luberon. Elles peuvent être fêtées le 22 juin[4]. Sainte Tulle est vénérée à Cucuron le 3e dimanche de mai.
- Bienheureux Urbain V, pape (1363-1370), fêté le 6 novembre dans le diocèse[4].
- Saint Véran, évêque de Cavaillon de 568 à 589, fêté le 13 novembre[4].
- Saint Vérédème, évêque d'Avignon de 700 à 710, successeur de saint Agricol. Il peut être fêté le 17 juin[4].

### Autres saints du diocèse, ou liés à lui
- Saint Agretius, évêque d'Orange de 524 à 527.
- Saint Albin (IVe siècle), évêque de Vaison et martyr.
- Saint Amat (IIIe siècle ?), évêque d'Avignon.
- Saint Andéol, diacre et martyr dans le Vivarais, peut être fêté le 4 mai[4].
- Saint Benoît-Joseph Labre, pèlerin, qui passa trois mois à mendier sous le porche de la Cathédrale. Il est décédé le 16 avril 1783[4].
- Bienheureux Bertrand de Saint-Geniès, chapelain du pape Jean XXII en Avignon, puis patriarche de l'Aquilée (Italie); assassiné le 6 juin 1350.
- Saint Claude de la Colombière, novice Jésuite en Avignon, puis directeur spirituel de sainte Marguerite-Marie Alacoque à Paray-le-Monial. Il promut, avec elle, le culte du Sacré-Cœur. Il mourut le 15 février 1682.
- Saint Domnulus (VIe siècle), qui, nommé évêque d'Avignon, refusa cette fonction.
- Saint Eradius, évêque d'Orange, mort vers 360.
- Saint Eucher, évêque de Lyon. Il peut être fêté le 16 novembre[4].
- Saint Eugène de Mazenod, évêque de Marseille, fondateur des Oblats de Marie-Immaculée. Il restaura le pèlerinage de Notre-Dame de Lumières à Goult. Il peut être fêté le 21 mai[4].
- Saint Eutrope Ier, évêque d'Orange, peut-être légendaire.
- Saint Evran, évêque d'Orange.
- Saint Genialis, premier évêque de Cavaillon à la fin du IVe siècle.
- Saint Gérard de Lunel, comte de Rochefort-du-Gard (ancien diocèse d'Avignon).
- Saint Guillaume Courtet, prieur du couvent dominicain d'Avignon puis missionnaire au Japon; martyrisé le 29 septembre 1637.
- Bienheureux Jean d'Espagne, ermite à Prébayon puis prieur de la Chartreuse de Montrieux.
- Saint Leonius, évêque d'Apt (vers 260 ?)
- Saint Lucius, évêque d'Orange, qui aurait été martyrisé en 251.
- Saint Martin des Ormeaux, évêque de Saint-Paul-Trois-Châteaux, peut être fêté le 23 juin[4].
- Saint Maxime II, évêque d'Avignon de 627 à 630.
- Saint Oldégaire, abbé de Saint-Ruf d'Avignon, par la suite évêque de Barcelone puis archevêque de Tarragone en Catalogne, décédé le 6 mars 1137.
- Saint Pétrone et son frère saint Marcel, évêques de Die, nés en Avignon (Ve – VIe siècle).
- Saint Pierre Thomas, carme, prédicateur du pape Clément VI puis légat en Orient du pape Innocent VI et patriarche latin de Constantinople; mort le 6 juin 1366.
- Saint Pons, abbé de Saint-André de Villeneuve, décédé le 26 mars 1087.
- Saint Quentin, évêque d'Apt au début du Ve siècle.
- Sainte Roseline de Villeneuve, moniale cartusine à la Chartreuse de Saint-André-de-Ramières, puis prieure de celle de La Celle Roubaud dans le Var.
- Saint Sendard, évêque d'Apt de 885 à 887.
- Saint Théodose, évêque de Vaison de 541 à 556, à qui succéda saint Quenin.
- Saint Théofred (ou Théofroy), abbé du Monastier en Velay, originaire d'Orange.
- Bienheureux Urbain II, pape, qui peut être fêté le 28 juillet[4].
- Saint Valens (VIe siècle), évêque d'Avignon.
- Saint Valentin (fin IIIe siècle ?), évêque de Carpentras et martyr.
- Benoît XII, pape d'Avignon, vénéré comme bienheureux par l'ordre cistercien.

## Évêque originaire du diocèse d’Avignon
- Bernard Ginoux, évêque de Montauban (voir la liste des évêques de Montauban)